# Liste des vainqueurs des concours de la tournée des quatre tremplins
La Tournée des quatre tremplins est une compétition de saut à ski qui a lieu annuellement depuis 1953 sur quatre tremplins différents en Allemagne et en Autriche autour du Nouvel an.
| Année     | Oberstdorf            | Garmisch-Partenkirchen | Innsbruck             | Bischofshofen         | Vainqueur                |
| --------- | --------------------- | ---------------------- | --------------------- | --------------------- | ------------------------ |
| 2024/2025 | Stefan Kraft          | Daniel Tschofenig      | Stefan Kraft          | Daniel Tschofenig     | Daniel Tschofenig        |
| 2023/2024 | Andreas Wellinger     | Anže Lanišek           | Jan Hörl              | Stefan Kraft          | Ryōyū Kobayashi          |
| 2022/2023 | Halvor Egner Granerud | Halvor Egner Granerud  | Dawid Kubacki         | Halvor Egner Granerud | Halvor Egner Granerud    |
| 2021/2022 | Ryōyū Kobayashi       | Ryōyū Kobayashi        | Ryōyū Kobayashi       | Daniel Huber          | Ryōyū Kobayashi          |
| 2020/2021 | Karl Geiger           | Dawid Kubacki          | Kamil Stoch           | Kamil Stoch           | Kamil Stoch              |
| 2019/2020 | Ryōyū Kobayashi       | Marius Lindvik         | Marius Lindvik        | Dawid Kubacki         | Dawid Kubacki            |
| 2018/2019 | Ryōyū Kobayashi       | Ryōyū Kobayashi        | Ryōyū Kobayashi       | Ryōyū Kobayashi       | Ryōyū Kobayashi          |
| 2017/2018 | Kamil Stoch           | Kamil Stoch            | Kamil Stoch           | Kamil Stoch           | Kamil Stoch              |
| 2016/2017 | Stefan Kraft          | Daniel-André Tande     | Daniel-André Tande    | Kamil Stoch           | Kamil Stoch              |
| 2015/2016 | Severin Freund        | Peter Prevc            | Peter Prevc           | Peter Prevc           | Peter Prevc              |
| 2014/2015 | Stefan Kraft          | Anders Jacobsen        | Richard Freitag       | Michael Hayböck       | Stefan Kraft             |
| 2013/2014 | Simon Ammann          | Thomas Diethart        | Anssi Koivuranta      | Thomas Diethart       | Thomas Diethart          |
| 2012/2013 | Anders Jacobsen       | Anders Jacobsen        | Gregor Schlierenzauer | Gregor Schlierenzauer | Gregor Schlierenzauer    |
| 2011/2012 | Gregor Schlierenzauer | Gregor Schlierenzauer  | Andreas Kofler        | Thomas Morgenstern    | Gregor Schlierenzauer    |
| 2010/2011 | Thomas Morgenstern    | Simon Ammann           | Thomas Morgenstern    | Tom Hilde             | Thomas Morgenstern       |
| 2009/2010 | Andreas Kofler        | Gregor Schlierenzauer  | Gregor Schlierenzauer | Thomas Morgenstern    | Andreas Kofler           |
| 2008/2009 | Simon Ammann          | Wolfgang Loitzl        | Wolfgang Loitzl       | Wolfgang Loitzl       | Wolfgang Loitzl          |
| 2007/2008 | Thomas Morgenstern    | Gregor Schlierenzauer  | Janne Ahonen          | Janne Ahonen          | Janne Ahonen             |
| 2006/2007 | Gregor Schlierenzauer | Andreas Küttel         | Anders Jacobsen       | Gregor Schlierenzauer | Anders Jacobsen          |
| 2005/2006 | Janne Ahonen          | Jakub Janda            | Lars Bystøl           | Janne Ahonen          | Janne Ahonen Jakub Janda |
| 2004/2005 | Janne Ahonen          | Janne Ahonen           | Janne Ahonen          | Martin Höllwarth      | Janne Ahonen             |
| 2003/2004 | Sigurd Pettersen      | Sigurd Pettersen       | Peter Žonta           | Sigurd Pettersen      | Sigurd Pettersen         |
| 2002/2003 | Sven Hannawald        | Primož Peterka         | Janne Ahonen          | Bjørn Einar Romøren   | Janne Ahonen             |
| 2001/2002 | Sven Hannawald        | Sven Hannawald         | Sven Hannawald        | Sven Hannawald        | Sven Hannawald           |
| 2000/2001 | Martin Schmitt        | Noriaki Kasai          | Adam Małysz           | Adam Małysz           | Adam Małysz              |
| 1999/2000 | Martin Schmitt        | Andreas Widhölzl       | Andreas Widhölzl      | Andreas Widhölzl      | Andreas Widhölzl         |
| 1998/1999 | Martin Schmitt        | Martin Schmitt         | Noriaki Kasai         | Andreas Widhölzl      | Janne Ahonen             |
| 1997/1998 | Kazuyoshi Funaki      | Kazuyoshi Funaki       | Kazuyoshi Funaki      | Sven Hannawald        | Kazuyoshi Funaki         |
| 1996/1997 | Dieter Thoma          | Primož Peterka         | Kazuyoshi Funaki      | Dieter Thoma          | Primož Peterka           |
| 1995/1996 | Mika Laitinen         | R. Schwarzenberger     | Andreas Goldberger    | Jens Weißflog         | Jens Weißflog            |
| 1994/1995 | R. Schwarzenberger    | Janne Ahonen           | Kazuyoshi Funaki      | Andreas Goldberger    | Andreas Goldberger       |
| 1993/1994 | Jens Weißflog         | Espen Bredesen         | Andreas Goldberger    | Espen Bredesen        | Espen Bredesen           |
| 1992/1993 | Christof Duffner      | Noriaki Kasai          | Andreas Goldberger    | Andreas Goldberger    | Andreas Goldberger       |
| 1991/1992 | Toni Nieminen         | Andreas Felder         | Toni Nieminen         | Toni Nieminen         | Toni Nieminen            |
| 1990/1991 | Jens Weißflog         | Jens Weißflog          | Ari-Pekka Nikkola     | Andreas Felder        | Jens Weißflog            |
| 1989/1990 | Dieter Thoma          | Jens Weißflog          | Ari-Pekka Nikkola     | František Jež         | Dieter Thoma             |
| 1988/1989 | Dieter Thoma          | Matti Nykänen          | Jan Boklöv            | Mike Holland          | Risto Laakonen           |
| 1987/1988 | Pavel Ploc            | Matti Nykänen          | Matti Nykänen         | Matti Nykänen         | Matti Nykänen            |
| 1986/1987 | Vegard Opaas          | Andreas Bauer          | Primož Ulaga          | Tuomo Ylipulli        | Ernst Vettori            |
| 1985/1986 | Pekka Suorsa          | Pavel Ploc             | Jari Puikkonen        | Ernst Vettori         | Ernst Vettori            |
| 1984/1985 | Ernst Vettori         | Jens Weißflog          | Matti Nykänen         | Hroar Stjernen        | Jens Weißflog            |
| 1983/1984 | Klaus Ostwald         | Jens Weißflog          | Jens Weißflog         | Jens Weißflog         | Jens Weißflog            |
| 1982/1983 | Horst Bulau           | Armin Kogler           | Matti Nykänen         | Jens Weißflog         | Matti Nykänen            |
| 1981/1982 | Matti Nykänen         | Roger Ruud             | Manfred Deckert       | Hubert Neuper         | Manfred Deckert          |
| 1980/1981 | Hubert Neuper         | Horst Bulau            | Jari Puikkonen        | Armin Kogler          | Hubert Neuper            |
| 1979/1980 | Jochen Danneberg      | Hubert Neuper          | Hubert Neuper         | Martin Weber          | Hubert Neuper            |
| 1978/1979 | Yuri Ivanov           | Josef Samek            | Pentti Kokkonen       | Pentti Kokkonen       | Pentti Kokkonen          |
| 1977/1978 | Matthias Buse         | Jochen Danneberg       | Per Bergerud          | Kari Ylianttila       | Kari Ylianttila          |
| 1976/1977 | Toni Innauer          | Jochen Danneberg       | Henry Glaß            | Walter Steiner        | Jochen Danneberg         |
| 1975/1976 | Toni Innauer          | Toni Innauer           | Jochen Danneberg      | Toni Innauer          | Jochen Danneberg         |
| 1974/1975 | Willi Pürstl          | Karl Schnabl           | Karl Schnabl          | Karl Schnabl          | Willi Pürstl             |
| 1973/1974 | Hans-Georg Aschenbach | Walter Steiner         | Hans-Georg Aschenbach | Bernd Eckstein        | Hans-Georg Aschenbach    |
| 1972/1973 | Rainer Schmidt        | Rainer Schmidt         | Sergei Botschkov      | Rudolf Höhnl          | Rainer Schmidt           |
| 1971/1972 | Yukio Kasaya          | Yukio Kasaya           | Yukio Kasaya          | Ingolf Mork           | Ingolf Mork              |
| 1970/1971 | Ingolf Mork           | Ingolf Mork            | Zbyněk Hubač          | Ingolf Mork           | Jiří Raška               |
| 1969/1970 | Gari Napalkov         | Jiří Raška             | Bjørn Wirkola         | Jiří Raška            | Horst Queck              |
| 1968/1969 | Bjørn Wirkola         | Bjørn Wirkola          | Bjørn Wirkola         | Jiří Raška            | Bjørn Wirkola            |
| 1967/1968 | Dieter Neuendorf      | Bjørn Wirkola          | Gari Napalkov         | Jiří Raška            | Bjørn Wirkola            |
| 1966/1967 | Dieter Neuendorf      | Bjørn Wirkola          | Bjørn Wirkola         | Bjørn Wirkola         | Bjørn Wirkola            |
| 1965/1966 | Veikko Kankkonen      | Paavo Lukkariniemi     | Dieter Neuendorf      | Veikko Kankkonen      | Veikko Kankkonen         |
| 1964/1965 | Torgeir Brandtzæg     | Erkki Pukka            | Torgeir Brandtzæg     | Bjørn Wirkola         | Torgeir Brandtzæg        |
| 1963/1964 | Torbjørn Yggeseth     | Veikko Kankkonen       | Veikko Kankkonen      | Baldur Preiml         | Veikko Kankkonen         |
| 1962/1963 | Toralf Engan          | Toralf Engan           | Toralf Engan          | Torbjørn Yggeseth     | Toralf Engan             |
| 1961/1962 | Eino Kirjonen         | Georg Thoma            | Willi Egger           | Willi Egger           | Eino Kirjonen            |
| 1960/1961 | Juhani Kärkinen       | Koba Zakadze           | Kalevi Kärkinen       | Helmut Recknagel      | Helmut Recknagel         |
| 1959/1960 | Max Bolkart           | Max Bolkart            | Max Bolkart           | Albin Plank           | Max Bolkart              |
| 1958/1959 | Helmut Recknagel      | Helmut Recknagel       | Helmut Recknagel      | Walter Habersatter    | Helmut Recknagel         |
| 1957/1958 | Nikolaj Kamenski      | Willi Egger            | Helmut Recknagel      | Helmut Recknagel      | Helmut Recknagel         |
| 1956/1957 | Pentti Uotinen        | Nikolaj Kamenski       | Nikolai Schamov       | Eino Kirjonen         | Pentti Uotinen           |
| 1955/1956 | Eino Kirjonen         | Hemmo Silvennoinen     | Koba Zakadze          | Yuri Skorzov          | Nikolaj Kamenski         |
| 1954/1955 | Aulis Kallakorpi      | Aulis Kallakorpi       | Torbjørn Ruste        | Torbjørn Ruste        | Hemmo Silvennoinen       |
| 1953/1954 | Olav Bjørnstad        | Olav Bjørnstad         | Olav Bjørnstad        | Sepp Bradl            | Olav Bjørnstad           |
| 1952/1953 | Erling Kroken         | Asgeir Dølplads        | Sepp Bradl            | Halvor Næs            | Sepp Bradl               |